# Melissa Tapper
Melissa Tapper (* 1. März 1990 in Hamilton (Victoria)) ist eine australische Tischtennisspielerin, die wegen einer Behinderung bei Paralympics spielt, aber auch bei den Olympischen Spielen für Nicht-Behinderte auftritt. So nahm sie an den Sommer-Paralympics 2012 und 2016 sowie an den Olympischen Spielen 2016 teil.

## Werdegang
Die in Hamilton (Victoria) geborene Melissa Tapper lebt in South Melbourne, einem Stadtteil von Melbourne. Sie erlitt bei ihrer Geburt eine Schädigung des Plexus brachialis (kindliche Plexusparese) mit folgender Erbscher Lähmung, weshalb sie der Startklasse 10 der Paralympischen Spiele zugeordnet ist.
Im Jahr 2000 begann Melissa Tapper mit dem Tischtennissport. 2010 galt sie als beste Spielerin Australiens, im gleichen Jahr gewann sie die U18-Meisterschaft Ozeaniens. Nach mehrfachen Erfolgen bei Open-Turnieren wurde sie für die Sommer-Paralympics 2012 nominiert. Hier unterlag sie im Halbfinale der Chinesin Lei Fan. Bei den Commonwealth Games 2014 holte sie Bronze im Teamwettbewerb. 2016 war eine Premiere: Erstmals war eine australische Sportlerin sowohl bei den Sommer-Paralympics als auch bei den Olympischen Spielen vertreten. Bei den Paralympics kam sie im Einzel eine Runde weiter, im Doppel mit Andrea McDonnell wurde sie Vierter. Bei den Olympischen Spielen verlor sie in der Vorrunde gegen die Brasilianerin Caroline Kumahara.
2018 holte sie Gold im Einzel bei den Commonwealth Games.

## Ehrungen
Für ihre Erfolge wurde Melissa Tapper 2014 mit dem Victorian Institute of Sport's Elite Athlete with a Disability Award geehrt. 2018 erhielt sie vom gleichen Institut den Personal Excellence Award.